# Eremosaprinus falli
Eremosaprinus falli är en skalbaggsart som först beskrevs av Ross 1939.  Eremosaprinus falli ingår i släktet Eremosaprinus och familjen stumpbaggar. Inga underarter finns listade i Catalogue of Life.